# Maaherra, Aili en Kieri
Maaherra, Aili en Kieri zijn drie met elkaar vergroeide dorpen binnen de Zweedse gemeente Övertorneå. De dorpen liggen in een lintbebouwing langs de Torne. Ten zuiden van Kieri stroomt de Soukolorivier de Torne in, aan de overzijde van de Soukolojoki ligt Pudas. Naast genoemde dorpen, maken nog een aantal gehuchten deel uit van deze "agglomeratie": Paavo, Soukolujoki, Korva en Nulu.
Bestuurscentrum: Övertorneå waaronder Turovaara
Tätort: Hedenäset · Juoksengi · Svanstein
Småort: Aapua · Haapakylä · Jänkisjärvi · Kuivakangas · Maaherra, Aili en Kieri · Neistenkangas · Pello · Poikkijärvi · Pudas · Rantajärvi
Overig: Alkullen · Armasjärvi · Bäckesta · Ekfors · Härkäsaadio · Hirvijärvi · Kannusjärvi · Kukasjärvi · Koutojärvi · Kuurajärvi · Kuusijärvi · Liehittäjä · Littiäinen · Luppio · Matojärvi · Mettäjärvi · Mukkajärvi · Oja · Olkamangi · Orjasjärvi · Pallakka · Penttäjä · Persomajärvi · Pirttijärvi · Potila · Puhkuri · Raitajärvi · Risudden-Vitsaniemi · Ruokojärvi · Ruskola · Siekasjärvi · Soukolojärvi · Soukolojoki · Vyöni · Ylinenjärvi · Ylinenjoki